# Airlinair

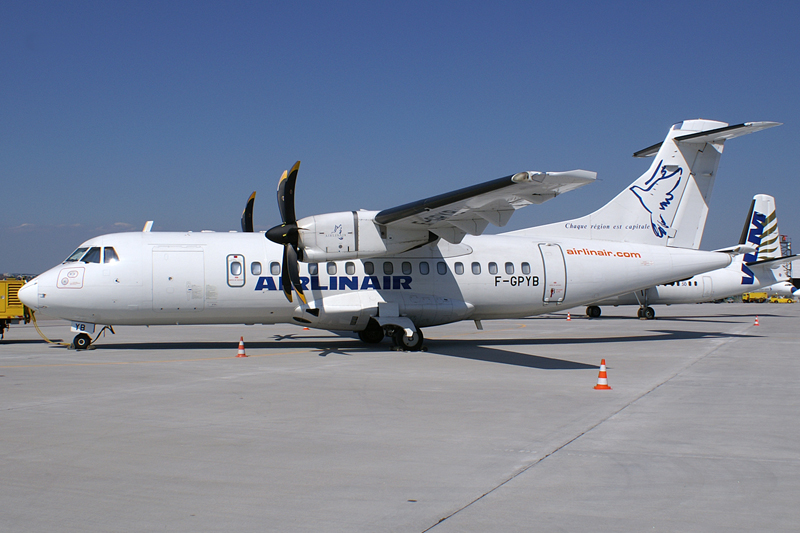
ATR-42-500 компании Airlinair, работающий под франшизой Air France

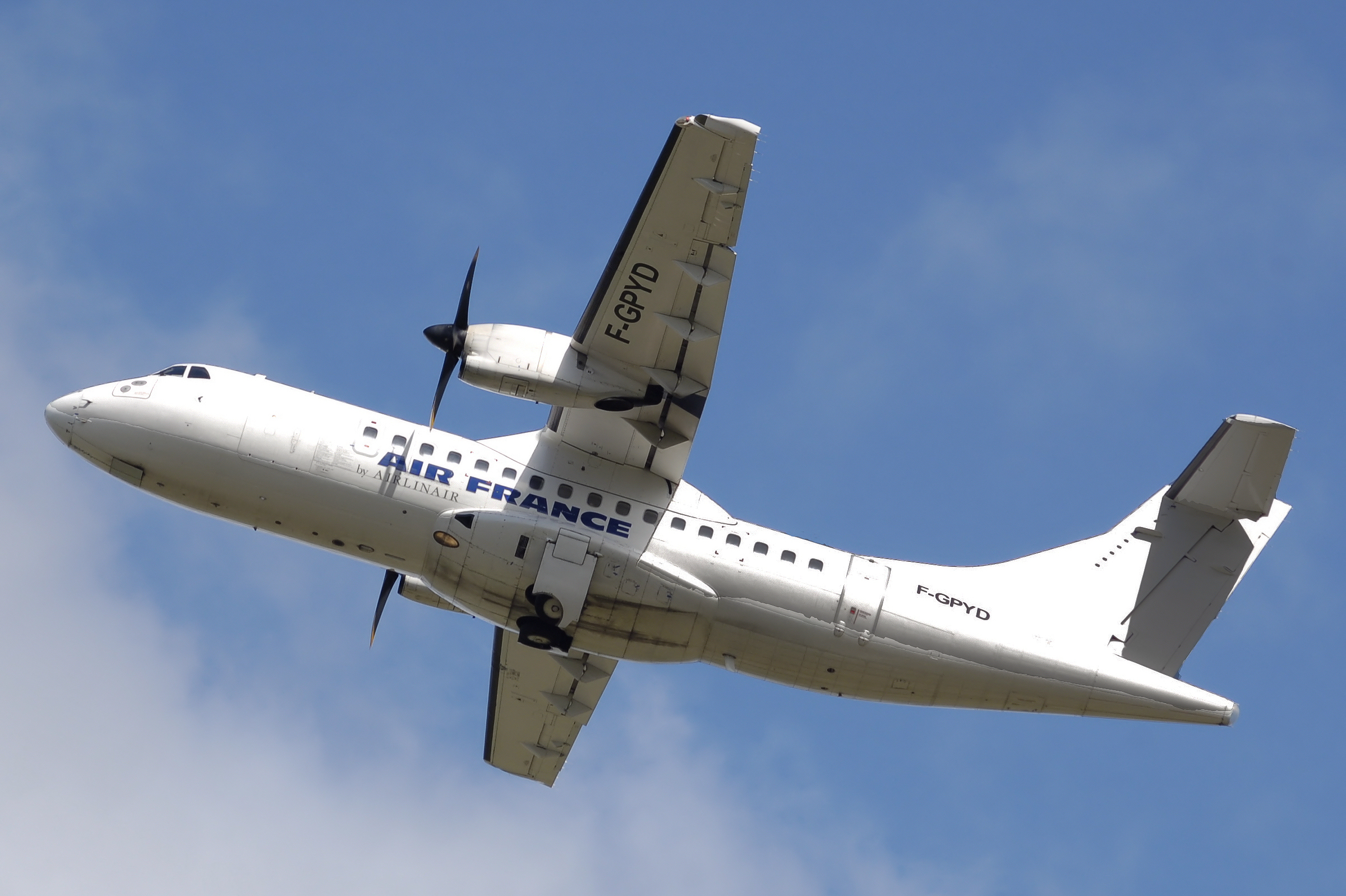
ATR-42-500 компании Airlinair, работающий под франшизой Air France

Airlinair — авиакомпания, базировавшаяся в Ренжи, Франция. Она обеспечивала лизинговые авиаперевозки для многих авиакомпаний, включая Air France, используя самолёты регионального класса. Её основные аэропорты — это парижские Орли и Международный аэропорт имени Шарля де Голля.

## История
Авиакомпания Airlinair была основана в 1998 году и начала осуществлять перевозки в мае следующего года. Она была основана четырьмя основными акционерами, а основными инвесторами были частные инвесторы (80,5%) и бретонская авиакомпания Brit Air (19,5%).. 31 марта 2013 года была ликвидирована путём слияния с двумя другими региональными авиаперевозчиками Франции, контролируемыми Air France: Régional и Brit Air.

## География полётов
Airlinair осуществляла внутренние пассажирские авиаперевозки по следующим направлениям (на октябрь 2009 года):
Из Лионского аэропорта Сент-Экзюпери : Ла Рошель через Пуатье
Из Орли : Ажен, Орильяк, Брив-ля-Геллард, Кан, Кастр, Шербур, Ланьон
Chalair Aviation выполняла рейсы Airlinair по следующим направлениям:
Из Бордо : Брест, Ренн
Из Гавра : Амстердам, Тулуза
Из Мюлуза : Ренн
Airlinair выполняла код-шеринговые перевозки Air France/Alitalia, под франшизой Brit Air:
Из Орли: Саутгемптон
Рейсы Airlinair выполнялись под код-шеринговыми соглашениями с Air France:
Из Орли : Берн (Швейцария), Эйндховен (Нидерланды), Лимож, Лион
Из Руасси : Ренн, Бристоль, Хитроу
Из Лионского аэропорта Сент-Экзюпери:  Гавр, Лимож, По, Марсель, Монпелье, Клермон-Ферран

## Флот
Флот Airlinair состоял из следующих судов (в марте 2013) :
- 8  ATR 72-500
- 2  ATR 72-200
- 12 ATR 42-500
- 2  ATR 42-300

## Внешние ссылки
- Официальный веб-сайт Airlinair
- Возраст флота Airlinair